# (18507) 1996 QM1
(18507) 1996 QM1 est un astéroïde de la ceinture principale d'astéroïdes découvert en 1996.

## Description
(18507) 1996 QM1 a été découvert le 18 août 1996 à Lake Clear par Kurtis A. Williams.

### Caractéristiques orbitales
L'orbite de cet astéroïde est caractérisée par un demi-grand axe de 2,31 UA, un périhélie de 2,08 UA, une excentricité de 0,010 et une inclinaison de 6,81° par rapport à l'écliptique. Du fait de ces caractéristiques, à savoir un demi-grand axe compris entre 2 et 3,2 UA et un périhélie supérieur à 1,666 UA, il est classé, selon la JPL Small-Body Database, comme objet de la ceinture principale d'astéroïdes.

### Caractéristiques physiques
(18507) 1996 QM1 a une magnitude absolue (H) de 14,8 et un albédo estimé à 0,259.